# Хрвоє Шаринич
Хрвоє Шаринич (хорв. Hrvoje Šarinić; 17 лютого 1935, Сушак, Королівство Югославія, нині Хорватія — 21 липня 2017, Загреб) — хорватський політичний діяч, прем'єр-міністр Хорватії (1992—1993).

## Життєпис
Розбагатілий між двома світовими війнами на відбудові Сушака батько Хрвоє Шаринича був власником каменевидобувного кар'єру, а також членом ХСП та міським головою Сушака, яким залишався і після приходу італійців. Наприкінці Другої світової війни батько наклав на себе руки (офіційний звіт). Мати ж пізніше вийшла заміж за видатного архітектора Лео Бабича, який заради неї залишив свою дружину і троє маленьких дітей.
Після закінчення середньої школи Хрвоє вступає в Загребський університет на тодішній факультет архітектури, будівництва та геодезії, за спеціальністю мостобудування. Після закінчення вишу працює на загребському підприємстві "«Гідропроєкт», звідки його в 1962 р. направляють на спеціалізацію у Францію. Замість трьох місяців, які він планував провести у Франції, залишається там на 25 років. Першою великою роботою для нього була побудова АЕС в Бордо, до якої він приступає 1971 року. Трьома роками пізніше, починаючи з 1974 року і по 1980 рік, всупереч економічним санкціям проти місцевого режиму, керує будівництвом двох атомних електростанцій в районі Кейптауна (ПАР). Тим часом з 1980 по 1984 рік у статусі громадянина Франції представляє в Загребі фірму, яка буде планувати будівництво атомних електростанцій, але безуспішно. Після цього в 1984 році працює у Касабланці директором найбільшої марокканської будівельної фірми. У 1987 році після його виходу на пенсію вся сім'я Шаринич повертається в Загреб.
Наприкінці 1989 року включився у політику. Став одним із засновників ХДС і близьким соратником Франьо Туджмана. Після перемоги ХДС на виборах входить в новий уряд, стає керівником особистої канцелярії президента Туджмана і влаштовує її на французький лад. 7 серпня 1992 р. дістає від президента мандат на формування уряду, який і буде очолювати до квітня 1993 року, коли Туджман вирішить замінити його Нікіцею Валентичем. Журналісти і громадськість не вітали його часті заяви прем'єр-міністра як просто провідника політики Франьо Туджмана з неприховуваним поганим знанням макроекономічної теорії та практики. Після скандалу з концерном «Далмаціяцемент», прийняття Хорватії в Міжнародний валютний фонд та програшу ХДС в 1993 р. у його рідній Приморсько-Горанській жупанії Шаринич пішов у відставку та очолив Управління національної безпеки. Хрвоє Шаринич був головою хорватської делегації на переговорах із сербськими бунтівниками та, як він зізнавався, десять разів таємно зустрічався зі Слободаном Мілошевичем. Також виконував обов'язки голови комісії у справах відносин Республіки Хорватії з СООН. Пізніше двічі повертався на місце начальника канцелярії президента Хорватії. Ще раз безславно відзначився в т. зв. справі «Істрійський іпсилон», коли уклав контракт з французькою компанією Bouygouse, який виявився вкрай несприятливою для Хорватії угодою на дорожнє будівництво в Істрії. В кінці 1990-х витіснений з кола близьких соратників Туджмана (новим главою канцелярії президента стає Івіца Костович, який залишається на цій посаді до смерті Туджмана). Після смерті Туджмана і виборів 3 січня 2000 року Шаринич разом з Мате Граничем, Весною Шкаре-Ожболт і Йошком Моричем покидає ХДС і засновує Демократичний центр.
Одружений, батько трьох синів (син Маріо загинув у ДТП). Знав французьку, італійську та англійську мови.